# Elvis Has Left the Building
 Ikke at forveksle med Elvis has left the building (udtryk).
Elvis Has Left the Building er en amerikansk sort humor-film fra 2004. Den er instrueret af Joel Zwick og har Kim Basinger i hovedrollen som en kosmetiksælger, der uforvarende kommer til at slå en række Elvis Presley-imitatorer ihjel.